# Someo
Someo (in dialetto ticinese Suméi) è una frazione di 258 abitanti del comune svizzero di Maggia, nel Canton Ticino (distretto di Vallemaggia).

## Storia
L'architettura del paese risale per lo più al periodo compreso fra il 1860 e il 1890. Nel XIX secolo molti abitanti di Someo emigrarono in California, dove Antonio Tognazzini fondò la località di Someo (ora Casmalia) in ricordo del suo paese di origine, e in Australia. L'evoluzione demografica di Someo è un esempio tipico degli effetti dell'emigrazione ticinese.
Nel 1924, l'abitato fu devastato da una valanga. Un'enorme slavina si registrò anche durante l'inverno 1950-51, ma si arrestò prima di raggiungere le abitazioni del paese.

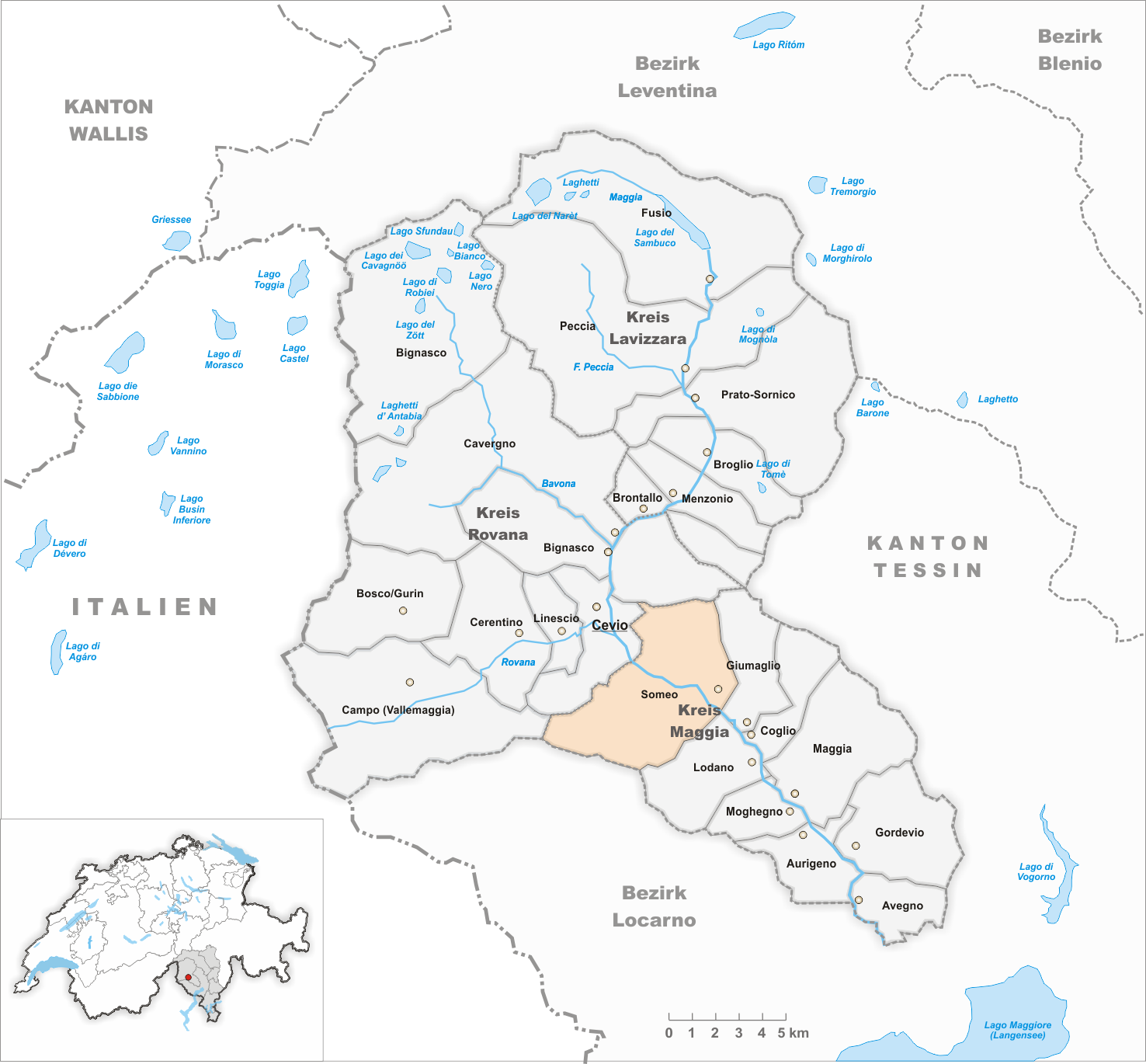
Il territorio del comune di Someo prima degli accorpamenti comunali del 2004

Già comune autonomo che si estendeva per 32,73 km² e del quale faceva parte anche la frazione di Riveo, il 4 aprile 2004 è stato accorpato al comune di Maggia assieme agli altri comuni soppressi di Aurigeno, Coglio, Giumaglio, Lodano e Moghegno. La fusione è stata approvata da una votazione popolare il 22 settembre 2002 (90 favorevoli, 17 contrari) e ratificata dal Gran Consiglio l'8 ottobre 2003.

### Simboli
Lo stemma dell'ex comune di Someo, in uso fino al 2004, è blasonato come segue: d'azzurro, al cervo passante, tenente tra le corna una croce latina, il tutto d'argento, accompagnato nel cantone destro del capo dalla mezzaluna crescente, d'oro. Il cervo coronato da una croce, rappresenta sant'Eustachio, patrono della frazione.

## Monumenti e luoghi d'interesse

### Architetture religiose

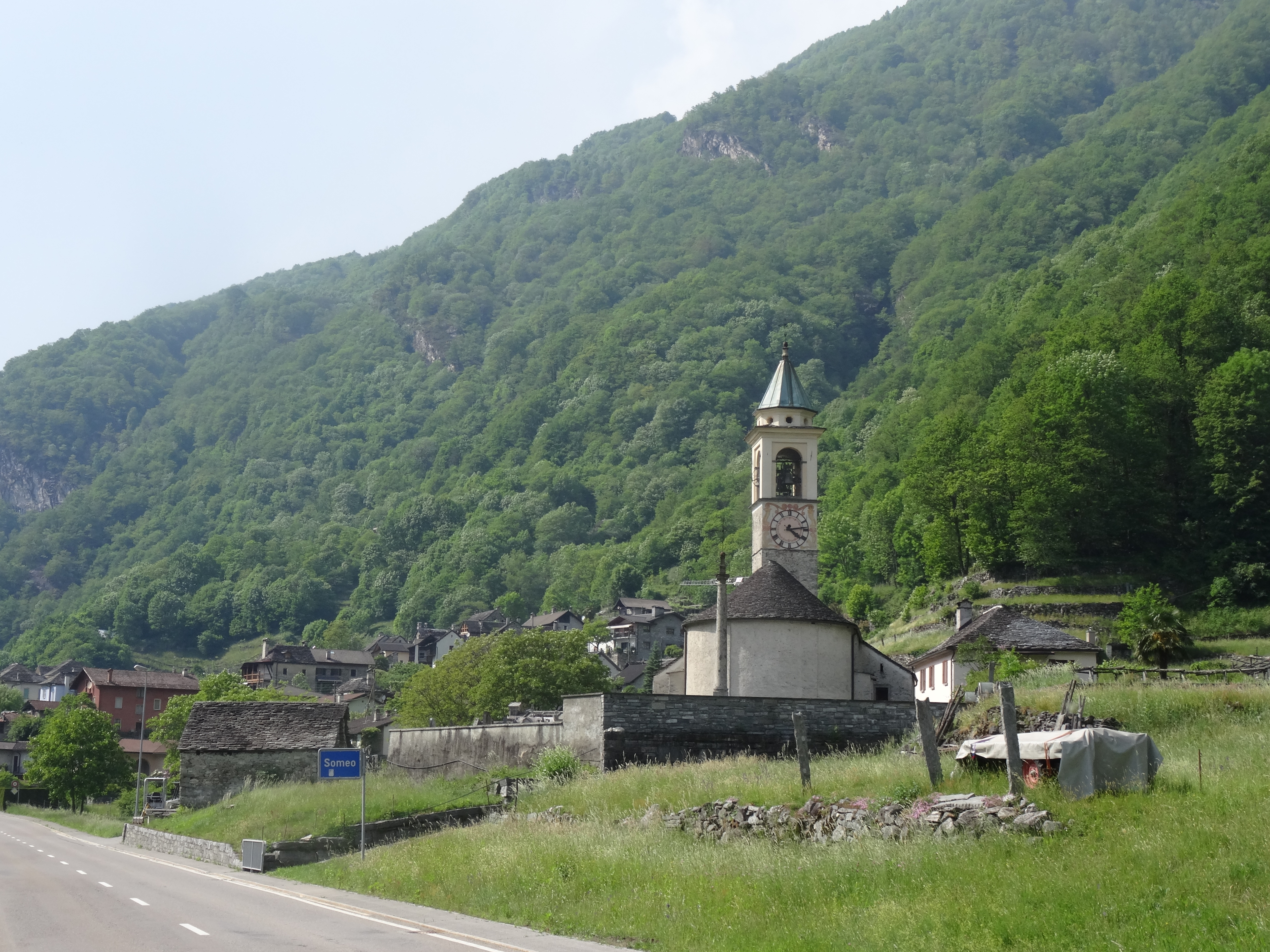
La chiesa dei Santi Placido ed Eustachio

- Chiesa dei Santi Placido ed Eustachio, attestata dal 1365 ma forse risalente al XIII secolo, ricostruita nel 1536 e trasformata tra il XVII e il XIX secolo[1];
- Cappella di San Giovanni Battista, eretta nel 1850[senza fonte];
- Cappella Gesola in località Terra di dentro, con affreschi del XVII-XIX secolo che rappresentano la Madonna di Re, la Madonna col Bambino, figure di Santi e degli Evangelisti di Giacomo Andrea Pedrazzi[senza fonte].

### Architetture civili
- Capanna Alzasca;

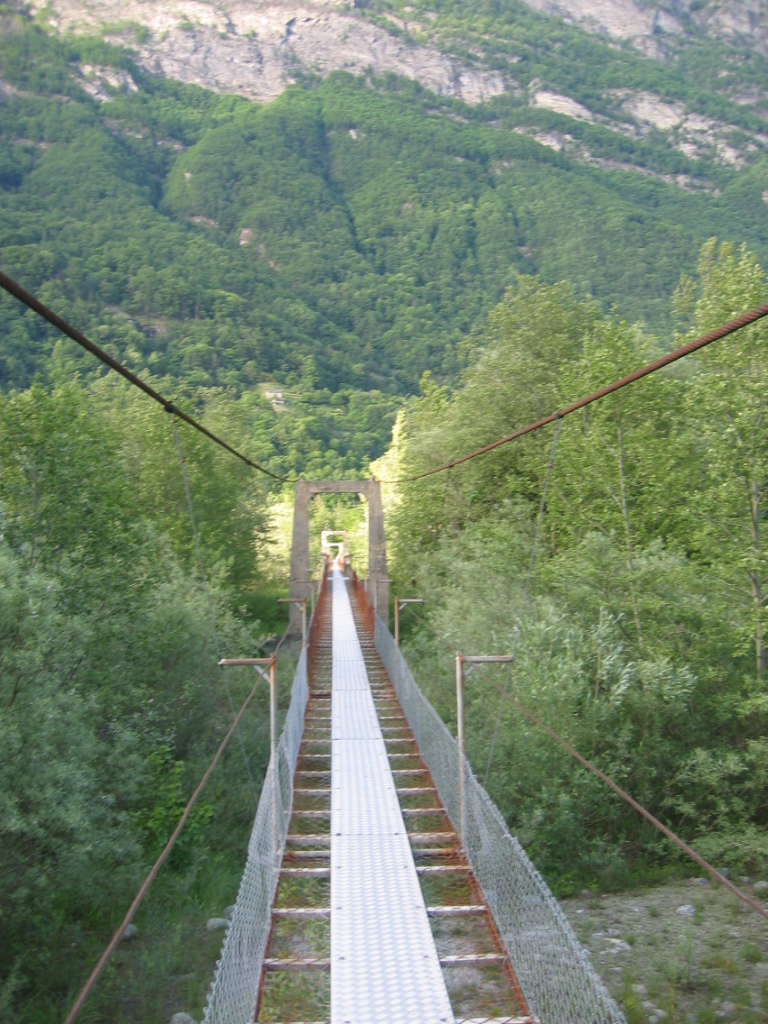
Il ponte sospeso sul fiume Maggia

- Ponte sospeso sul fiume Maggia, rinnovato nel 2015.

## Società

### Evoluzione demografica
L'evoluzione demografica è riportata nella seguente tabella:
Abitanti censiti

## Infrastrutture e trasporti
Dal 1907 al 1965 è stato congiunto con Locarno con la ferrovia Locarno-Ponte Brolla-Bignasco a trazione elettrica, attraverso la stazione di Someo.
Attualmente il trasporto pubblico è garantito dal servizio autobus fornito dalle Ferrovie Autolinee Regionali Ticinesi (FART) sulla linea 315.

## Amministrazione
Ogni famiglia originaria del luogo fa parte del cosiddetto comune patriziale e ha la responsabilità della manutenzione di ogni bene ricadente all'interno dei confini della frazione.